# Maria Lluïsa de Borbó i de Borbó-Parma
Maria Lluïsa de Borbó i de Borbó-Parma (La Granja de San Ildefonso, Regne d'Espanya 1782 - Roma, Estats Pontificis 1824) fou una Infanta d'Espanya amb el tractament d'altesa reial per naixement que al contraure matrimoni esdevingué reina consort d'Etrúria i regent des del 1801 fins al 1807 i duquessa sobirana de Lucca des del 1814 i fins al 1824 en el moment de la seva mort.

## Orígens familiars
Nascuda a La Granja de San Ildefonso el dia 6 de juliol de l'any 1782, filla del rei Carles IV d'Espanya i de la princesa Maria Lluïsa de Borbó-Parma, llavors ostentaven el títol de prínceps d'Astúries. Maria Lluïsa era neta per via paterna del rei Carles III d'Espanya i de la princesa Maria Amàlia de Saxònia mentre que per via paterna ho era del duc Felip I de Parma i de la princesa Elisabet de França.
Maria Lluïsa fou germana de:
- Ferran VII d'Espanya, Rei d'Espanya
- Carlota Joaquima d'Espanya, casada amb Joan VI de Portugal
- Maria Isabel d'Espanya, casada amb Francesc I de les Dues Sicílies
- Carles Maria Isidre de Borbó, pretedent carlí.

## Núpcies i descendents
Per tal d'enfortir els llaços entre les diverses branques de la família, Maria Lluïsa contragué matrimoni al Palau d'Aranjuez el 25 d'agost de l'any 1795 amb el seu cosí, el príncep hereu Lluís de Parma. La parella s'instal·là a Parma i tingueren dos fills:
- SM el duc Carles II de Parma, nascut a Madrid el 1799 i mort a Niça el 1883. Es casà amb la princesa Maria Teresa de Savoia.

- SAR la princesa Maria Lluïsa de Parma, nascuda a Barcelona el 1802 i traspassada a Roma el 1857. Es casà en primeres núpcies amb el príncep Maximilià de Saxònia i en segones núpcies amb l'aristòcrata d'origen italià, comte Francesco Rossi.

## Exili de Parma

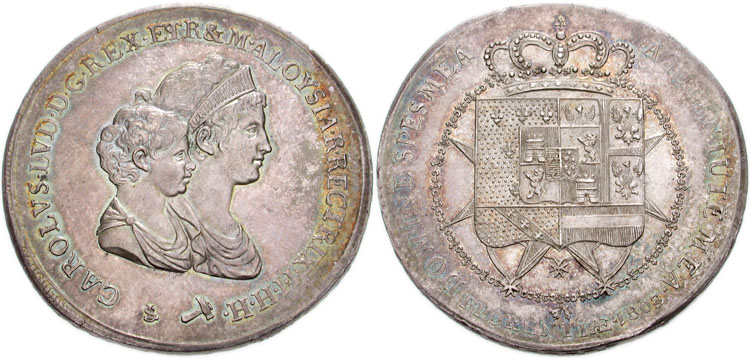
Moneda de 10 lires de 1803 amb l'efígie de Maria Lluïsa d'Espanya i el seu fill Carles de Parma.

L'any 1801 Napoleó Bonaparte ocupà el territori del ducat de Parma, i immediatament assignà als ducs de Parma el territori del regne d'Etrúria format sobre l'antic Gran Ducat de Toscana. La compensació territorial es feu en tant que la família Borbó d'Espanya, de la qual era membre de la duquessa, era aliada de la causa bonapartista en aquell moment.
El regne d'Etrúria tingué una efímera vida i l'any 1807 aquest va desaparèixer. Malgrat tot, l'any 1803, el rei Lluís I d'Etrúria, marit de la infanta Maria Lluïsa, moria a l'edat de trenta anys. A partir d'aquest moment, la infanta Maria Lluïsa es feu càrrec de la regència del seu fill i exercí un govern destinat a suprimir les innovacions revolucionàries dels governs del seu marit tutelats per França. Maria Lluïsa restituí l'absolutisme l'any 1807 i immediatament foren expulsats dels tron per part de l'exèrcit napoleònic.
L'any 1807 la infanta Maria Lluïsa i els seus dos fills s'instal·laren a la cort de Madrid, i en una Cort profundament dividida a principis del segle xix la infanta feu costat als partidaris del seu pare, el rei Carles IV d'Espanya, en contra del partit que donava suport al seu germà, el futur rei Ferran VII d'Espanya. Maria Lluïsa actuà d'intermediària entre els seus pares i el francès Joachim Murat. Intentà pressionar al seu pare i a Napoleó Bonaparte per tal d'obtenir un reialme de nova creació al nord de Portugal. Ara bé, Napoleó decidí confinar-la junt amb els seus pares després dels fets de Baiona pels quals França obtingué recloure la família reial. Durant el llarg confinament francès, la infanta i la seva descendència foren exclosos de la successió a la Corona per les Corts de Cadis com a mostra del rebuig a la seva conducta profrancesa.
El Congrés de Viena creà el ducat de Lucca pel duc Carles i hi establí una regència de la infanta Maria Lluïsa. Posteriorment l'any 1817 se li reconegué la potestat d'heretar el ducat de Parma de nou a la mort de l'arxiduquessa Maria Lluïsa d'Àustria, vídua de Napoleó.
La infanta morí el 13 de març de l'any 1824 a la ciutat de Roma, víctima de càncer, sent enterrada posteriorment al Monestir de l'Escorial.
Va ser beatificada per Pius IX el 1876.